# Irasema Alcántara-Ayala
Irasema Alcántara-Ayala (nascida em 1970) é geógrafa e professora mexicana. Atua na área de desastres naturais na Universidade Nacional Autônoma do México. Em sua pesquisa, combina ciências naturais com ciências sociais, estudando a ocorrência de deslizamentos de terra, desastres naturais e a vulnerabilidade. Recebeu a Medalha Sergey Soloviev da União Europeia de Geociências em 2016 e é Fellow do Conselho Científico Internacional.

## Infância e educação
Alcántara-Ayala nasceu na Cidade do México. Ela estudou Geografia na Universidade Nacional Autônoma do México e obteve seu diploma de bacharel em 1993. Pelo desempenho durante seus estudos de graduação, recebeu a medalha Gabino Barreda. Posteriormente, cursou pós-graduação no King's College de Londres, onde trabalhou com Geomorfologia e obteve seu doutorado em 1997.

## Pesquisa e carreira
Em 1998, Alcántara-Ayala ingressou no Instituto de Tecnologia de Massachusetts como pesquisadora de pós-doutorado, trabalhando no Departamento de Engenharia Civil e Ambiental.
Em 2000, passou a trabalhar na Universidade Nacional Autônoma do México como professora assistente. Em seguida, foi promovida e se tornou a mulher mais jovem a ser Diretora do Instituto de Geografia, em 2008. Sua pesquisa se concentra na América Latina e no Caribe.
Em sua pesquisa, avaliou o perigo apresentado pelos deslizamentos de terra induzidos pelas chuvas, utilizando fotografias aéreas, observações de campo e análise de instabilidade de encostas, combinando trabalho de campo com estudos de ciências sociais, incluindo análise de vulnerabilidade social. Também enfatizou a necessidade dos geomorfologistas estarem envolvidos na avaliação do risco e na gestão de desastres no mundo em desenvolvimento.
Em geral, Alcántara-Ayala afirma que os desastres são socialmente construídos, existindo um nexo entre o risco, o ambiente e o desenvolvimento e que os riscos podem ser geridos a nível local. Ela colabora com outros colegas no projeto Investigações Forenses de Desastres, que analisa as causas e os motivadores da criação de riscos. Alcántara-Ayala também propôs transformar o Sistema Nacional de Proteção Civil no México numa política mais orientada de Gestão Integrada de Riscos de Desastres.

### Atuação profissional
Alcántara-Ayala é membra da Rede de Estudos Sociais para a Prevenção de Desastres na América Latina. Também é ex vice-presidente da Associação Internacional de Geomorfologistas, da União Geográfica Internacional e do Programa Integrado de Pesquisa sobre Risco de Desastres (ISC). Ela atua no conselho de liderança da Mountain Research Initiative (MRI), além de ser membra da Organização para Mulheres na Ciência para o Mundo em Desenvolvimento e uma jovem afiliada da Academia Mundial de Ciências.

### Prêmios
- 2011: Academia Mundial de Ciências (TWAS) – Escritório Regional da América Latina e do Caribe (ROLAC) - Prêmio para Jovens Cientistas[17]
- 2012: Academia Mexicana de Ciências - Prêmio para Jovens Cientistas[18]
- 2016: União Europeia de Geociências - Medalha Sergey Soloviev[19][20]